# Renegades (película)
Renegades (Dos Renegados en España y Renegados en Hispanoamérica) es una película dirigida por Jack Sholder y protagonizada por Kiefer Sutherland, Lou Diamond Phillips y Jami Gertz.

## Argumento
Buster McHenry es una agente encubierto que trabaja para la policía local. Actualmente investiga un caso de corrupción policial y a causa de ello se ha metido en un gran problema. Tiene que cometer como parte de su tarea un robo para no ser descubierto y dos hombres son tiroteados, una reliquia india es robada y él mismo resulta herido a causa de ese robo. Hank Storm, un joven indio, va tras la lanza robada, mientras que Buster va tras sus "camaradas".

## Reparto
| Actor                | Personaje      |
| -------------------- | -------------- |
| Kiefer Sutherland    | Buster McHenry |
| Lou Diamond Phillips | Hank Storm     |
| Jami Gertz           | Barbara        |
| Robert Knepper       | Marino         |
| Bill Smitrovich      | Finch          |
| Clark Johnson        | JJ             |
| Peter MacNeill       | Denny Ransom   |

## Producción
Morgan Creek Productions y Universal Pictures pagaron a partes iguales el presupuesto de la película de 16 000 000 de dólares. Al principio iba a ser llamado Lakota, pero se cambió el nombre a Renegades para evitar así confusión con la película Dakota (1988).
Una vez preparado todo see rodó en Toronto, Ontario, situado en Canadá, y en Filadelfia, Pensilvania, en Estados Unidos.

## Recepción
Hoy en día la película ha sido valorada en portales cinematográficos y por críticos profesionales. En IMDb, con aproximadamente 4000 votos registrados, el filme obtiene una media ponderada de 5,4 sobre 10. En cuanto a Rotten Tomatoes, los más de 5000 votos registrados en el portal dieron al filme una valoración media de 2,9 de 5, mientras que los 6 críticos profesionales registrados allí le dieron una valoración media de 4,1 de 10. También cabe destacar, que en La Vanguardia el 54 % de los usuarios registrados allí le dieron una valoración positiva.